# Gate Guardian

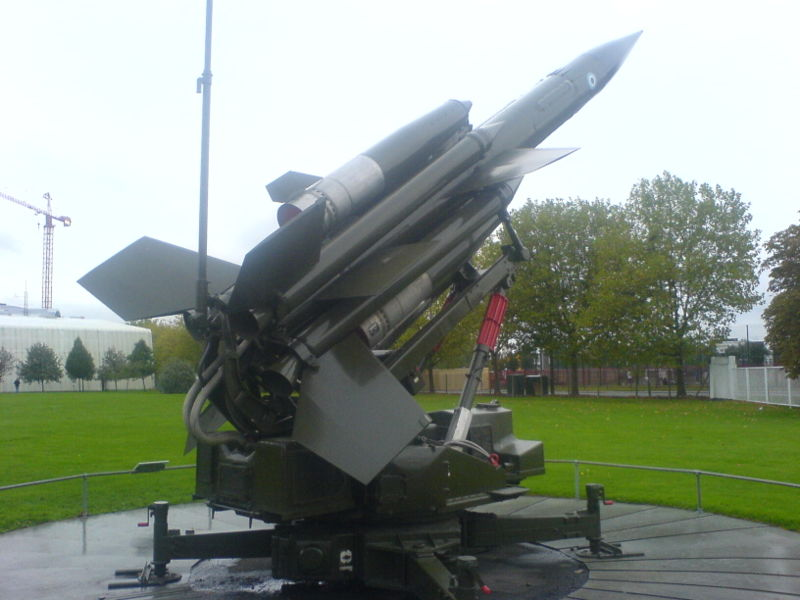
RAF Bristol Bloodhound Rakete vor dem Royal Air Force Museum in London

Ein Gate guardian or Gate guard ist ein ausgemustertes Gerät, oft ein Flugzeug, ein gepanzertes Fahrzeug, ein Artilleriegeschütz oder eine Lokomotive, das oft auf einem Sockel in der Nähe des Haupteingangs montiert ist und eine symbolische Darstellung der „Bewachung“ des Haupteingangs zu einem Ort darstellt, insbesondere zu einer Militärbasis. Im Allgemeinen sind Gate guardians außerhalb von Luftwaffenstützpunkten Beispiele für ausgemusterte Flugzeuge, die einst dort stationiert waren oder für Flugzeuge die noch stationiert sind.
Der im Deutschen gebrauchte Begriff „Sockelflugzeug“ bzw. „Sockelflieger“ ist nur teilweise mit dem englischen deckungsgleich. Er bezeichnet alle derartigen Monumente ausgemusterter Flugzeuge in einem militärischen Bereich und nicht nur den „Torwächter“.

## Beispiele

### Australien
In Australien findet man Gate Guards öfter vor Returned and Services League of Australia (RSL) Clubs.

### Deutschland
- Eine Piaggio P.149 D am Flugplatz Fürstenfeldbruck.[5]
- Eine North American F-86 und eine Fiat G.91 vor dem Ausstellungsgebäude 68 am ehemaligen Fliegerhorst Oldenburg[6]

### Finnland
- Eine ehemalige MiG-21 der Luftstreitkräfte Finnlands ist am Eingang des Flughafens Kuopio ausgestellt.[7]
- Zwei T-34 am Stützpunkt der Armoured Brigade in Parolannummi, Hattula, Finnland.

### Italien
- Eine MB-339 in Salve (Apulien)[8][9]

### Saudi-Arabien
- Eine Lockheed L-1011 TriStar, die in den 1970ern von Saudia betrieben wurde, steht auf einem Rollfeld neben dem Tor des Royal Saudi Air Force Museums in Riad, Saudi-Arabien.[10]

### Südafrika
- Atlas Impala auf der Air Force Base Ysterplaat.
- Zwei Eland Mk7 – SANDF, Air Force Base Swartkop, Südafrika.

### Schweiz

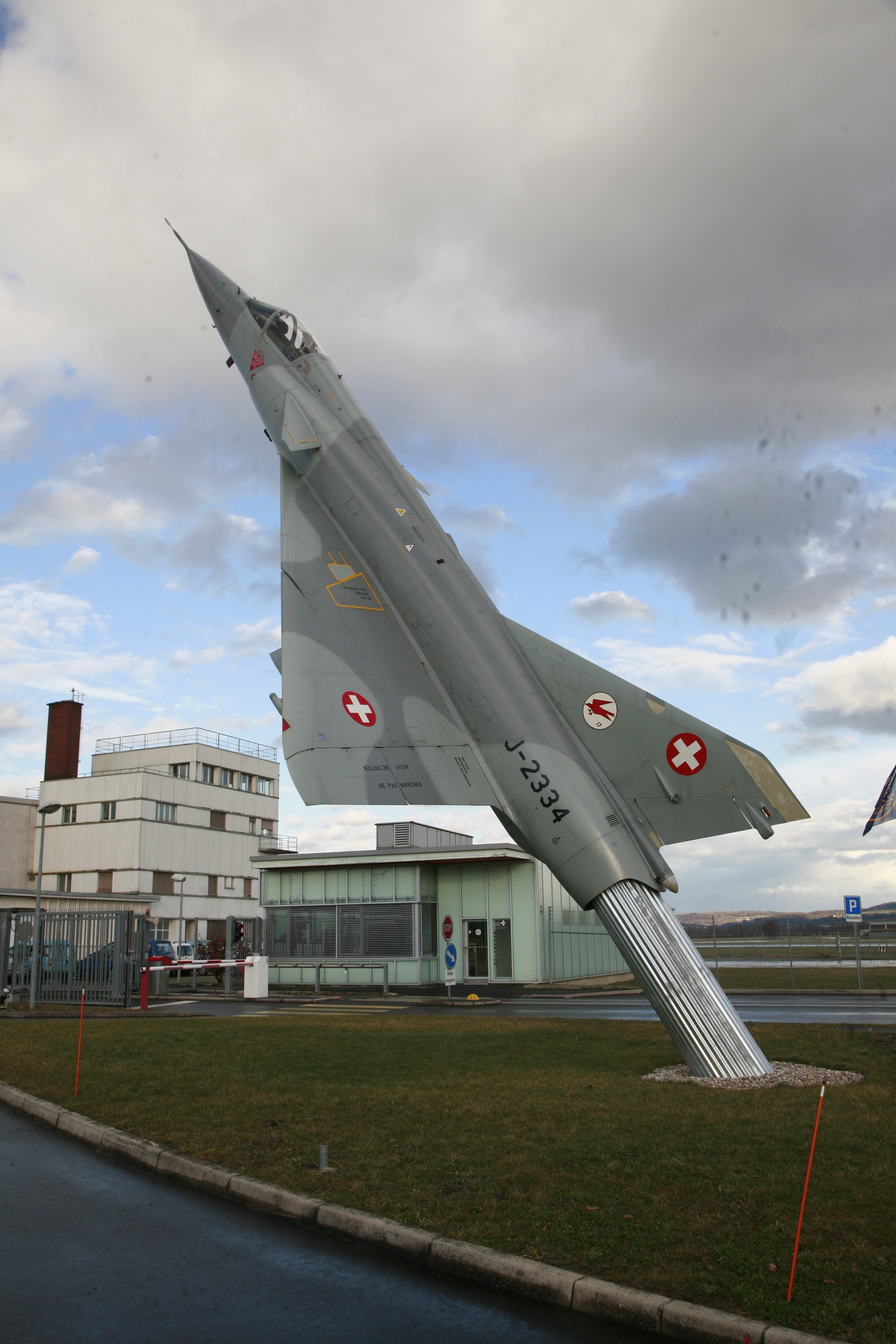
Mirage IIIS Militärflugplatz Payerne

- Lockheed F-104 Starfighter auf dem Flughafen Grenchen in Grenchen, Schweiz, wurde aus Sicherheitsgründen 2017 abmontiert.[11]
- Mirage IIIS auf dem Militärflugplatz Payerne seit 2000, zuvor war eine DH-100 Vampire an derselben Stelle aufgestellt.[12] Diese J-1142 ging ins Fliegermuseum Montellimar
- Hunter Mk.58 J-4045 bei der Flieger-Kaserne Payerne[13]
- DH-100 Vampire J-1156 vor dem Museum Clin d'Ailes am Flugplatz Payerne
- Mirage IIIS J-2313 mit Falcon-Lenkwaffe in Buochs[14]
- DH-100 Vampire J-1049 beim Museum Dübendorf vor dem Neubau der Museumshalle (1984 entsorgt)[15]
- DH-100 Vampire J-1126[16] beim Luftwaffenmuseum vor der neuen Halle, zunächst original, später Holzrumpf durch Kunststoff ersetzt, 2012 ersetzt durch:
- F-5E Tiger II J-3096 in falschen PS-Farben und Fake-Serial J-3013
- Hunter Mk.58 J-4020 in PS-Farben beim UeG-Gebäude auf der Wangener Seite des Flugplatzes Dübendorf[17]
- Hunter Mk.58 J-4070 auf dem Besucherplatz (PS-Denkmal) des Flugplatzes Emmen[18]
- Mirage IIIS J-2314 und Hunter J-4085 vis-a-vis der Besucherterrasse des Flughafens Genf[19] – im Mai 2013 Hunter verkauft nach Kanada, Mirage verkauft ans Runway34 am Flugplatz Zürich
- Hunter Mk.58 J-4018 bei der RUAG am Flugplatz Interlaken
- Pilatus P-3 hinter dem Simulatorgebäude beim Flugplatz Locarno-Magadino
- Venom J-1580 am Flugplatz Lodrino
- F-5E Tiger J-3008 am Militärflugplatz Meiringen
- Venom J-1648 am Eingang zum Flugplatz Schupfart[20]

### Vereinigtes Königreich
- 25 Pounder Haubitze des 48 Regiment Royal Artillery auf Thorney Island und zwei ausgeliehene von der Honourable Artillery Company vor dem Admiralty House (der offiziellen Residenz des Kommandanten) der Joint Forces Command Northwood Headquarters, Vereinigtes Königreich.
- Avro Shackleton auf der RAF St Mawgan Basis, wurde 2015 verkauft und abtransportiert.[21]
- Bristol Bloodhound Boden-Luft-Lenkrakete im Hudson House Territorial Army Centre, Catford[22], des 101 (City of London) Engineer Regiment, Royal Engineers).
- FV434 ein gepanzertes Reparaturfahrzeug vor dem Welbeck Defence Sixth Form College.[23]
- Gloster Javelin – Staverton Airport und XA634 RAF Leeming (Im Januar 2015 vom Gloucestershire Jet Age Museum gekauft.[24]).
- Hawker Hunter – RAF Halton[25] und WV396 auf der RAF Valley Basis.[26]
- Hawker Siddeley Harrier – MOD Stafford (ehemals RAF Stafford)[27] und RAF Wittering (von Norden aus, von der A1 sichtbar).
- Hawker Hurricane (Replika) auf dem ehemaligen RAF North Weald[28] Stützpunkt.
- McDonnell Douglas F-4 Phantom auf der RAF Boulmer Basis.[29]
- SEPECAT Jaguar beim RAF Cosford – aufgestellt im Mai 2017.[30][31]
- Spitfire (Replika) – Edinburgh Airport.[32]
- Spitfire (Replika) – RAF Benson.[33]
- Spitfire und Hurricane (Replikas) auf der RAF Northolt Basis.[34]
- Spitfire[35] und Hurricane – RAF Biggin Hill.[36]
- Panavia Tornado F3 auf der RAF Leeming Basis (ersetzte 2015 die Gloster Javelin).
- Eine Nachbildung einer Concorde, in 40 % der Originalgröße, befand sich am Hauptstraßeneingang von Heathrow Airport, wurde im März 2007 zum Brooklands Museum, Surrey verlegt. Am Flughafen Heathrow wurde dieses Concorde-Modell durch ein Modell eines Airbus A380, in Emirates-Lackierung, ersetzt.[37] Im September 2012 wurde die Concorde schließlich am Haupteingang des Brooklands-Geländes aufgestellt.[38]
- Boeing-Vertol CH-47 Helikopter – RAF Odiham[39]
- BAE Hawk T1A, XX247, auf der RAF Woodvale Basis[40][41]
- Avro Vulcan auf der RAF Waddington Basis.[42]

### Vereinigte Staaten
- Bell UH-1H Iroquois s/n 70–16218 am Bradley International Airport in Windsor Locks, Connecticut, Vereinigte Staaten.[43]
- Boeing B-47E Stratojet s/n 53–4213 an der McConnell Air Force Base in Wichita, Kansas.[44]
- Boeing KC-135A Stratotanker s/n 55–3118 auf der McConnell Air Force Base in Wichita, Kansas. #1 KC-135 – City of Renton.[44]
- Convair F-102A Delta Dagger s/n 56–1264 am Bradley Air National Guard Base in Windsor Locks, Connecticut.[45]
- Fairchild Republic A-10A Thunderbolt II s/n 79–0103 am Bradley Air National Guard Base in Windsor Locks, Connecticut.[45]
- Lockheed A-12 s/n 60–6931 vor dem George Bush Center for Intelligence in Langley, Virginia.[46]
- Lockheed F-104C Starfighter s/n 56–0919 an der Georgia Air National Guard in Brunswick, Georgia.[47]
- Lockheed F-104N Starfighter N811NA auf der Embry-Riddle Aeronautical University, Prescott, Arizona.[48]
- McDonnell Douglas AV-8B Harrier II BuNo 162969 am MCAS Cherry Point in Havelock, North Carolina.[49]
- Drei Northrop T-38 Talon bemalt, um Flugzeugen zu ähneln, die früher von US Air Force Thunderbirds geflogen wurden am Owatonna Degner Regional Airport in Owatonna (Minnesota)[50]
- North American F-100D Super Sabre s/n 55–3805 am Bradley Air National Guard Base in Windsor Locks, Connecticut.[45]
- F-15A Eagle Heckteil (RG) liegt gegenüber der State Route 247 vor dem Museum of Aviation am Russell Parkway-Tor Warner Robins, Georgia, aufgestellt 2019.[51]
- Bell UH-1H Iroquois am Regionalflughafen Helena.[52]

## Bilder

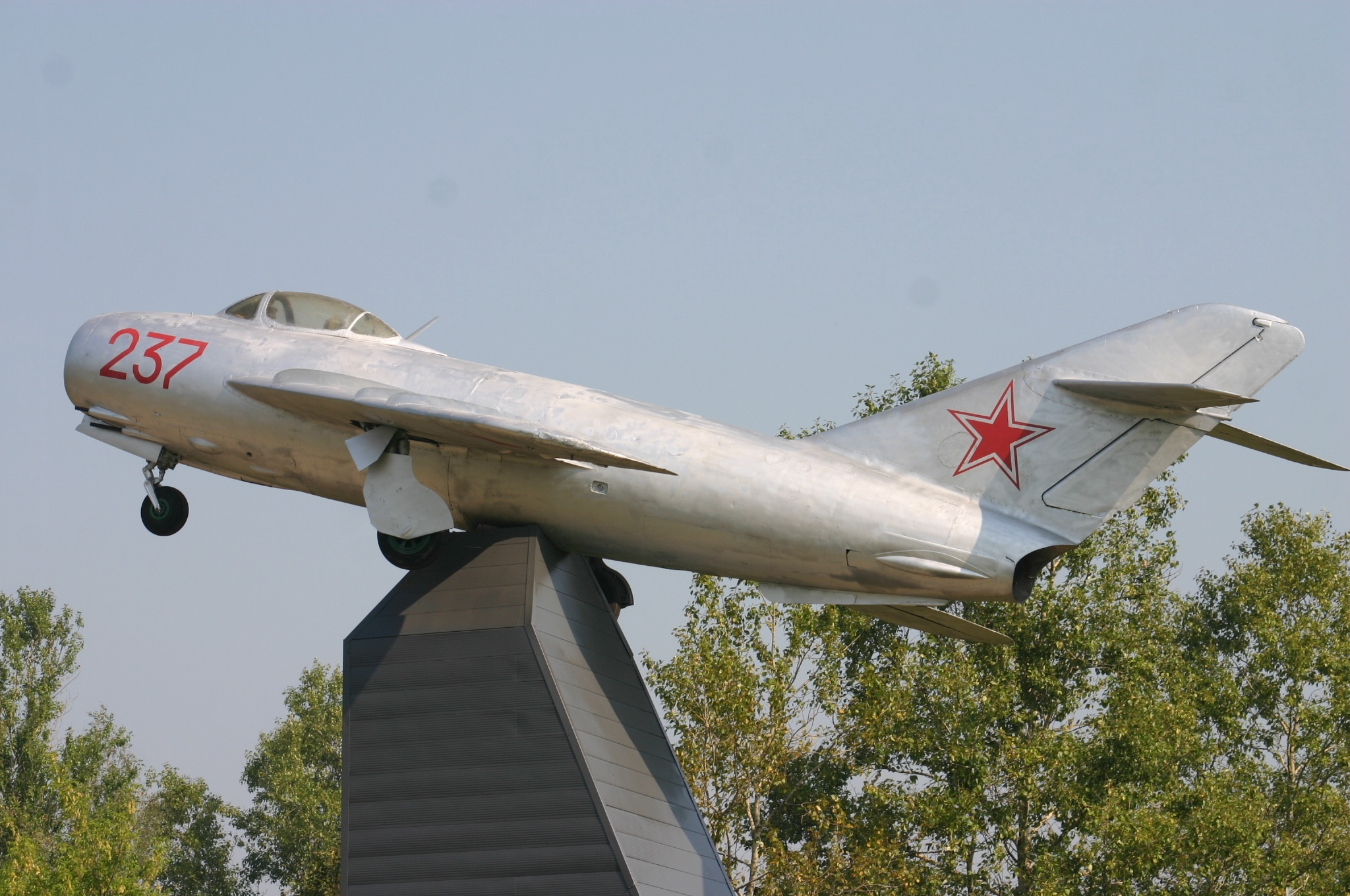
MiG-17 Militärflugplatz Kubinka, Russland
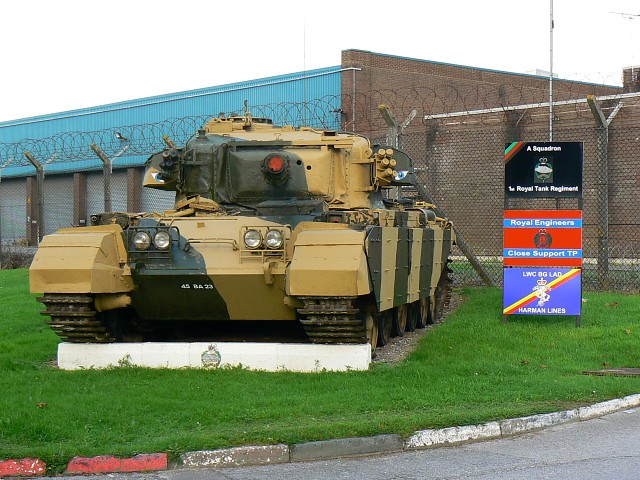
1 Tank Regiment (Royal Armoured Corps)
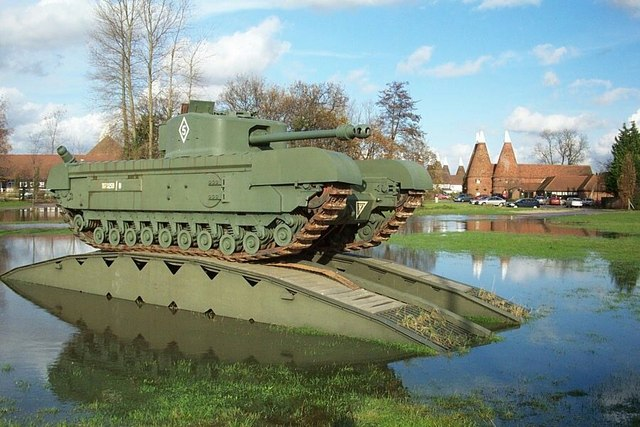
Guardian auf der Hop Farm, Beltring, Kent, England. Neben Nutztieren ist eine Sammlung von Fahrzeugen aus dem Zweiten Weltkrieg ausgestellt
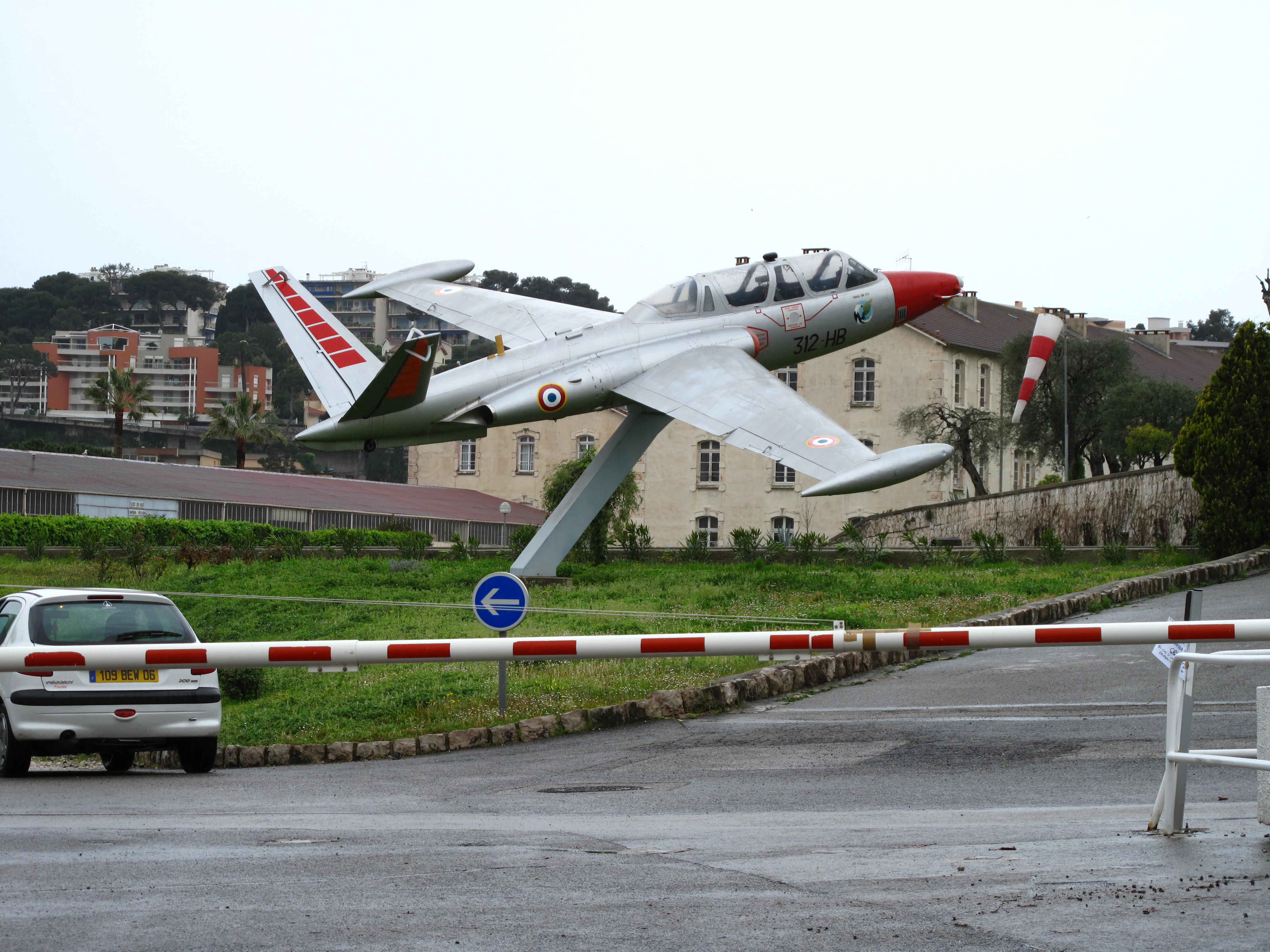
Fouga Magister am Eingang des französischen Luftwaffenstützpunkts Nr. 943
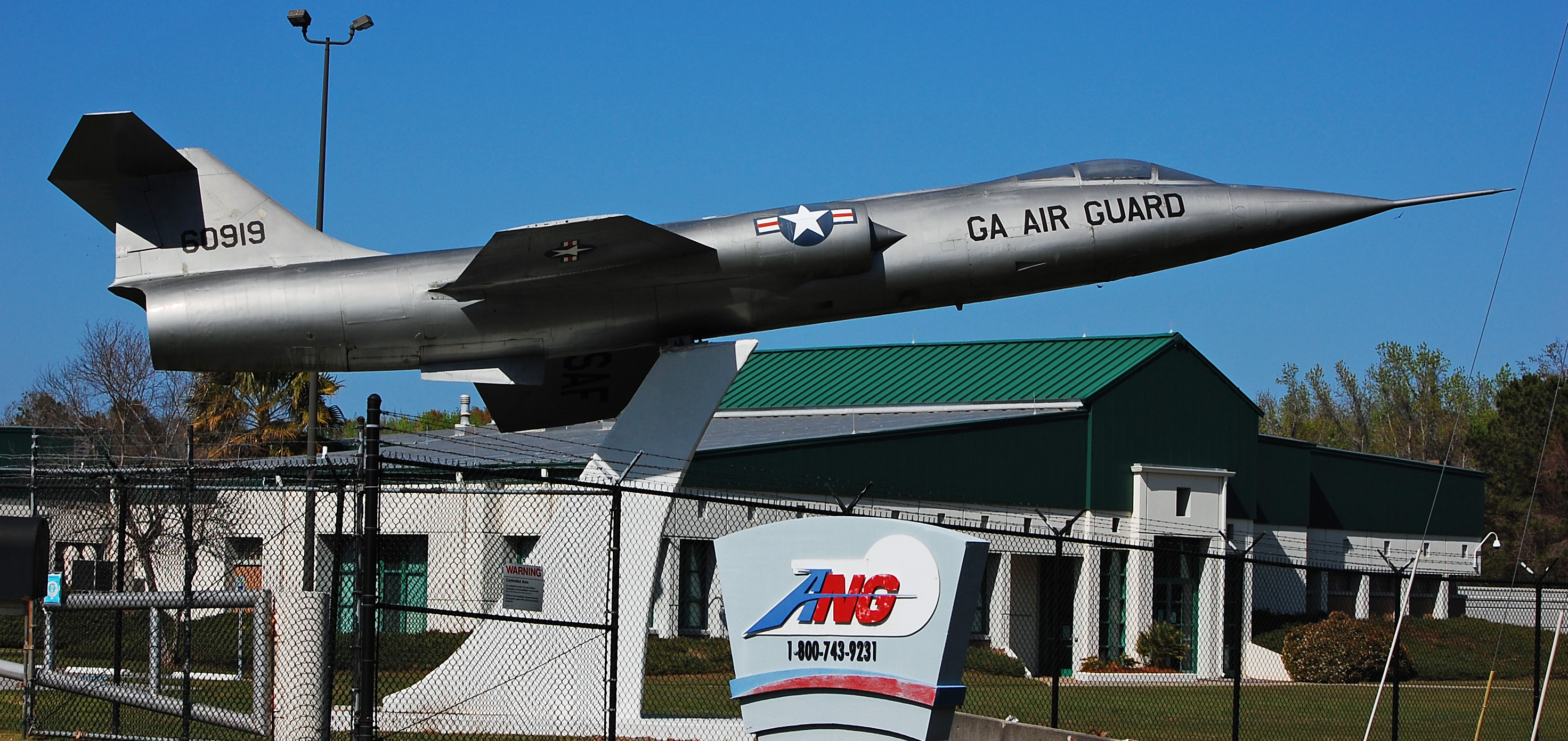
F-104 Starfighter, ausgestellt bei der Georgia Air National Guard, Brunswick, Georgia